# 安吉洛·杰诺其
安吉洛·杰诺其(Angelo Genocchi，1817年—1889年)，专攻于数论的意大利数学家。他曾与朱塞佩·皮亚诺一起工作。杰诺其数是以他的名字命名。
杰诺其曾出任都灵科学院院长。